# Leptometriella
Leptometriella Roig-Alsina, 1999 — род пчёл, из трибы Emphorini семейства Apidae. Собирательные волоски образуют так называемую корзинку. 

## Распространение
Неотропика: Аргентина.

## Классификация
Известно около 5 видов.
- Leptometriella humilis (Vachal, 1904)
- Leptometriella nigra (Friese, 1910) (=Ancyloscelis nigra)
- Leptometriella separata (Holmberg, 1903) (=Teleutemnesta separata)
- Leptometriella tucumana Brèthes, 1910 typus (=Leptometria tucumana)